# Lupinus lepidus
Lupinus lepidus är en ärtväxtart som beskrevs av John Lindley. Lupinus lepidus ingår i släktet lupiner, och familjen ärtväxter. Utöver nominatformen finns också underarten L. l. lepidus.

## Bildgalleri

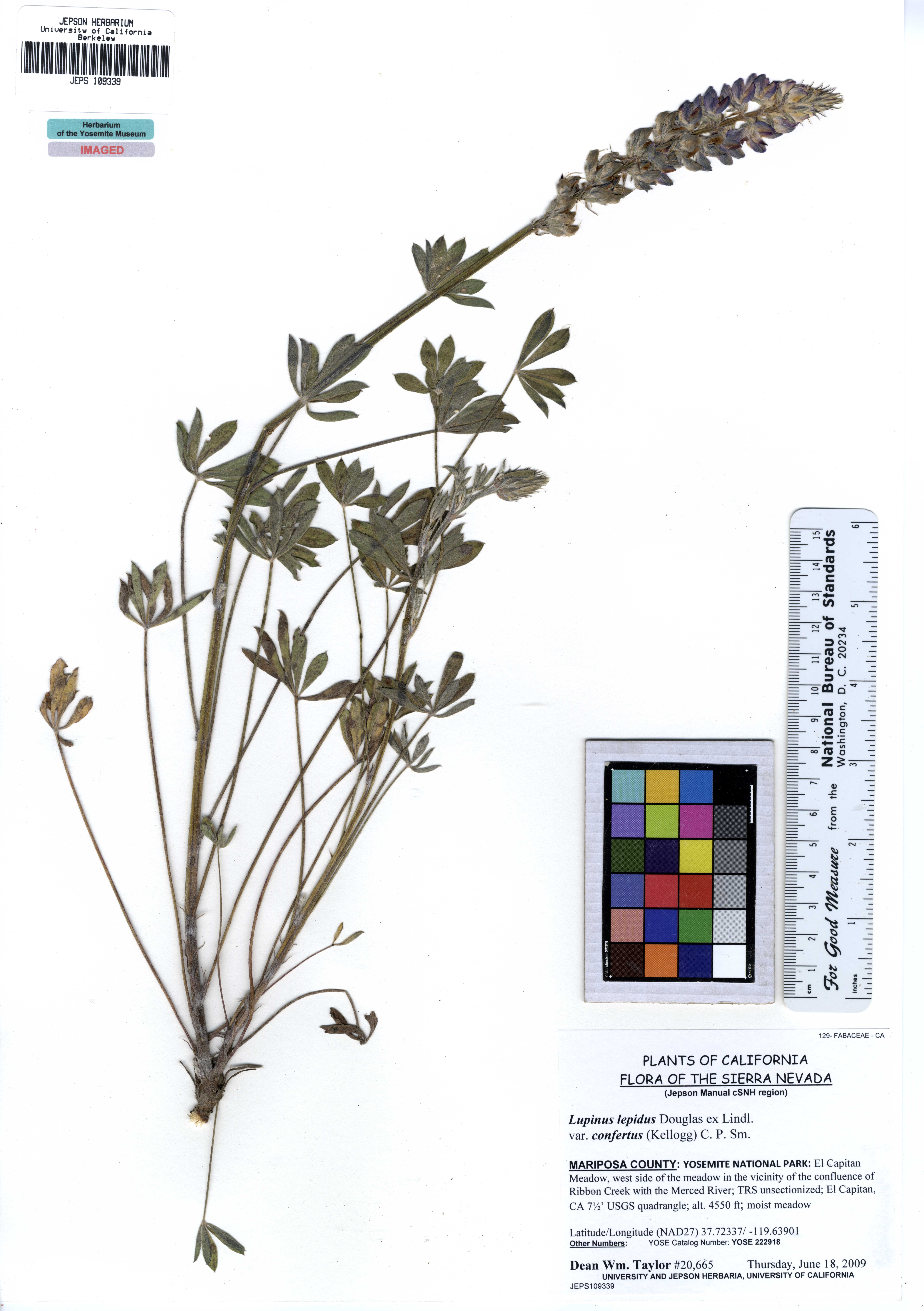